# Cloniophorus debilis
Cloniophorus debilis es una especie de escarabajo longicornio del género Cloniophorus, tribu Callichromatini, subfamilia Cerambycinae. Fue descrita científicamente por Hintz en 1911.

## Descripción
Mide 12-16 milímetros de longitud.

## Distribución
Se distribuye por República Democrática del Congo (Kivu Nord, Ituri) .